# Nephelistis congenitalis
Nephelistis congenitalis là một loài bướm đêm trong họ Noctuidae.